# Ротерешть (Біхор)
Ротерешть, Ротерешті (рум. Rotărești) — село у повіті Біхор в Румунії. Входить до складу комуни Симбета.
Село розташоване на відстані 398 км на північний захід від Бухареста, 38 км на південний схід від Ораді, 104 км на захід від Клуж-Напоки, 138 км на північний схід від Тімішоари.

## Населення
За даними перепису населення 2002 року у селі проживала 181 особа, усі — румуни. Усі жителі села рідною мовою назвали румунську.